# Рід-ім-Оберіннталь
Рід-ім-Оберіннталь (нім. Ried im Oberinntal) — громада округу Ландек у землі Тіроль, Австрія.
Рід-ім-Оберіннталь лежить на висоті 876 м над рівнем моря і займає площу 27,43 км². Громада налічує 1264 мешканців.
Густота населення 46/км².
|                                             |
| Рід-ім-Оберіннталь на мапі округу та землі. |

 Адреса управління громади: Ried i.O. 98, 6531 Ried im Oberinntal.